# Timothy Cheruiyot
Timothy Cheruiyot (* 20. listopadu 1995) je keňský běžec na střední vzdálenost. Získal stříbrnou medaili na mistrovství světa 2017 na 1500 metrů a také vyhrál diamantovou ligu 1500 metrů při třech příležitostech: v roce 2017, 2018 a 2019. Získal zlatou medaili na 1500 metrů na mistrovství světa v atletice 2019 v katarském Dauhá.

## Osobní rekordy
- Běh na 800 metrů – 1:43.11 (Nairobi 2019)
- Běh na 1500 metrů – 3:28.41 (Monaco 2018)
- Běh na 1 míli – 3:49.64 (Eugene 2017)